# 黄溪乡 (盐亭县)
黄溪乡，是中华人民共和国四川省绵阳市盐亭县曾经下辖的一个乡。2019年12月，撤销黄溪乡，将其所属行政区域划归玉龙镇管辖。

## 行政区划
黄溪乡撤销前下辖以下地区：
马龙村、黄溪村、群英村、金禄村、广善村、向阳村、龙门村和南桥村。